# Анелін (Груєцький повіт)
Анелін (пол. Anielin) — село в Польщі, у гміні Бельськ-Дужий Груєцького повіту Мазовецького воєводства.
Населення — 128 осіб (2011).
У 1975-1998 роках село належало до Радомського воєводства.

## Демографія
Демографічна структура станом на 31 березня 2011 року:
|          | Загалом | Допрацездатний вік | Працездатний вік | Постпрацездатний вік |
| -------- | ------- | ------------------ | ---------------- | -------------------- |
| Чоловіки | 65      | 16                 | 39               | 10                   |
| Жінки    | 63      | 9                  | 35               | 19                   |
| Разом    | 128     | 25                 | 74               | 29                   |